# رکسانا زال
رکسانا زال (انگلیسی: Roxana Zal؛ زادهٔ ۸ نوامبر ۱۹۶۹) یک هنرپیشه اهل ایالات متحده آمریکا است. وی از سال ۱۹۸۱ میلادی تاکنون مشغول فعالیت بوده‌است.
او در فیلم روابط مرگبار و سه‌راه بازی کرده است.